# استیو لاول
استیو لاول (انگلیسی: Steve Lovell؛ زادهٔ ۶ دسامبر ۱۹۸۰) یک بازیکن فوتبال است. 